# Sebastian Haffner
Sebastian Haffner (Berlín, 27 de desembre de 1907 - 2 de gener de 1999, pseudònim de Raimund Pretzel) fou un periodista i escriptor alemany. Va escriure sobre la història recent d'Alemanya.
Nascut a Berlín, on va cursar estudis de Dret. El 1938, després de la Kristallnacht i acompanyat d' Erika Hirsch, la seua parella, considerada pel règim nazi com Volljudin (completament jueva) emigrà a Anglaterra, on treballà com a periodista per a The Observer.
El 1954 tornà a Alemanya com a corresponsal de l'Observer a l'estranger.
El 1961 publicà articles de política; primer a Die Welt i més endavant en la revista Stern.
Haffner és un dels més destacats escriptors sobre la història alemanya del segle xx.

## Obres destacades
- 1940 Germany: Jekyll & Hyde, (German language) ISBN 3-930278-04-9
- 1964 Die sieben Todsünden des deutschen Reiches im Ersten Weltkrieg
- 1967 Winston Churchill, Biography (German language) ISBN 3-463-40413-3
- 1968 Der Verrat (about the German Revolution in November 1918)
- 1978 The Meaning of Hitler ISBN 0-674-55775-1, translated from Anmerkungen zu Hitler, Publishing house. Fischer Taschenbuch, Frankfurt am Main. ISBN 3-596-23489-1.
- 1979 Preußen ohne Legende
- 1980 Ueberlegungen eines Wechselwaehlers, Publishing house. Kindler GmbH, Muenchen. ISBN 3-463-00780-0
- 1985 Im Schatten der Geschichte: Historisch-politische Variationen,. Deutsche Verlags-Anstalt, Stuttgart. ISBN 3-421-06253-6
- 1987 Von Bismarck zu Hitler: Ein Rückblick, Publishing house Kindler GmbH, Muenchen. ISBN 3-463-40003-0
- 1989 The Ailing Empire, English translation of Von Bismarck zu Hitler. Fromm International Publishing, New York. ISBN 0-88064-136-3
- 1989 Der Teufelspakt: Die deutsch-russischen Beziehungen vom Ersten zum Zweiten Weltkrieg,.Publishing house Manesse, Zuerich. ISBN 3-7175-8121-X
- 1995 Der Verrat: Deutschland 1918/19. Publishing house 1900, Berlin. ISBN 3-930278-00-6
- 1997 Zwischen den Kriegen. Essays zur Zeitgeschichte, ISBN 3-930278-05-7
- 2000 Defying Hitler: A Memoir ISBN 0-312-42113-3, translated from Geschichte eines Deutschen. Die Erinnerungen 1914-1933. (Written in approximately 1940, was published after he died) ISBN 3-423-30848-6 Book review by Charles Taylor in the webmagazine www.Salon.com
- 2000 Der Neue Krieg, (contains an email from Juergen Kuttner), Publishing house Alexander, Berlin. ISBN 3-89581-049-5
- 2002 Die Deutsche Frage: 1950 - 1961: Von der Wiederbewaffnung bis zum Mauerbau, Publishing house Fischer Taschenbuch, Frankfurt am Main. ISBN 3-596-15536-3

### Editades en català
- Haffner, Sebastian (2004), Observacions sobre Hitler, traducció de Montserrat Franquesa; Edicions de 1984.
- Haffner, Sebastian (2005), La revolució alemanya 1918-1919, traducció de Montserrat Franquesa; Edicions de 1984.